# Petrocosmea sericea
Petrocosmea sericea är en tvåhjärtbladig växtart som beskrevs av Cheng Yih Wu och Hsi Wen Li. Petrocosmea sericea ingår i släktet Petrocosmea och familjen Gesneriaceae. Inga underarter finns listade i Catalogue of Life.